# Bob Hiltermann
Pour les articles homonymes, voir Hiltermann.
Bob Hiltermann est un acteur et musicien allemand, né le 1er août 1952 à Wiesbaden dans la Hesse.

## Biographie
Né en Allemagne, Bob Hiltermann est sourd et fait partie d'un groupe rock composé uniquement de personnalités sourdes Beethoven's Nightmare,. Il est également acteur et engagé dans la communauté sourde : auteur et directeur de Charlie's Version au Deaf West Theater (DWT) et dans la série Shut up and sign sur la diffusion de la langue des signes.

## Filmographie

### Films
- 1986 : Les Enfants du silence (Children of a Lesser God) de Randa Haines : Orin Dennis
- 2010 : The Hammer : le professeur de l'université Purdue
- 2010 : See What I'm Saying: The Deaf Entertainers Documentary : lui-même

Prochainement
- Deaf Ghost de Troy Kotsur : Big Bill

### Téléfilms
- 1989 : Pour l'amour de Lisa (Bridge to Silence) de Karen Arthur : John Warner
- 1990 : Project: Tinman de Karen Arthur : l'agent secret

### Séries télévisées
- 1995 : Les Anges de la ville (Sirens) de Minor Mustain : Jacob (saison 2, épisode 22 : The Sound of One Hand Clapping, inédit en France)
- 2007 : La Force du destin (All My Children) : Walter Novak (6 épisodes)
- 2008 : Cold Case : Affaires classées (Cold Case) de Jeannot Szwarc : Ed Rierdan (saison 5, épisode 14 : Le Monde du silence (Andy in C Minor))
- 2013 : Cleaners de Juanita Chase et Timmy L'Heureux : Lucy (saison 1, épisode 12 : Can You Hear Me Now?, inédit en France)